# Xylopsocus philippinensis
Xylopsocus philippinensis är en skalbaggsart som beskrevs av Vrydagh 1955. Xylopsocus philippinensis ingår i släktet Xylopsocus och familjen kapuschongbaggar. Inga underarter finns listade i Catalogue of Life.